# Štajngrova
Štajngrova je naselje v Občini Benedikt.